# Le Tanu
Le Tanu est une commune française, située dans le département de la Manche en région Normandie, peuplée de 421 habitants.

## Géographie
La commune est aux confins de l'Avranchin, du Coutançais et du Pays saint-lois. Son bourg est à 5 km au nord-est de La Haye-Pesnel et à 11 km à l'ouest de Villedieu-les-Poêles.
| La Haye-Pesnel                   | Champrepus             | La Lande-d'Airou |
| La Lucerne-d'Outremer, La Mouche | du Tanu                | La Lande-d'Airou |
| La Mouche                        | Le Luot, Sainte-Pience | Bourguenolles    |

### Hydrographie
La commune est située dans le bassin Seine-Normandie. Elle est drainée par le Thar, l'Airou, la rivière de l'Écluse, le Courion, le cours d'eau 01 de la Maison Trompette, le cours d'eau 01 du Hameau d'Avignon, le cours d'eau 01 du Village au Court, le fossé 01 de Brézel et divers autres petits cours d'eau,.
Le Thar, d'une longueur de 25 km, prend sa source dans la commune de La Mouche et se jette  dans le golfe de Saint-Malo à Saint-Pair-sur-Mer, après avoir traversé onze communes. 

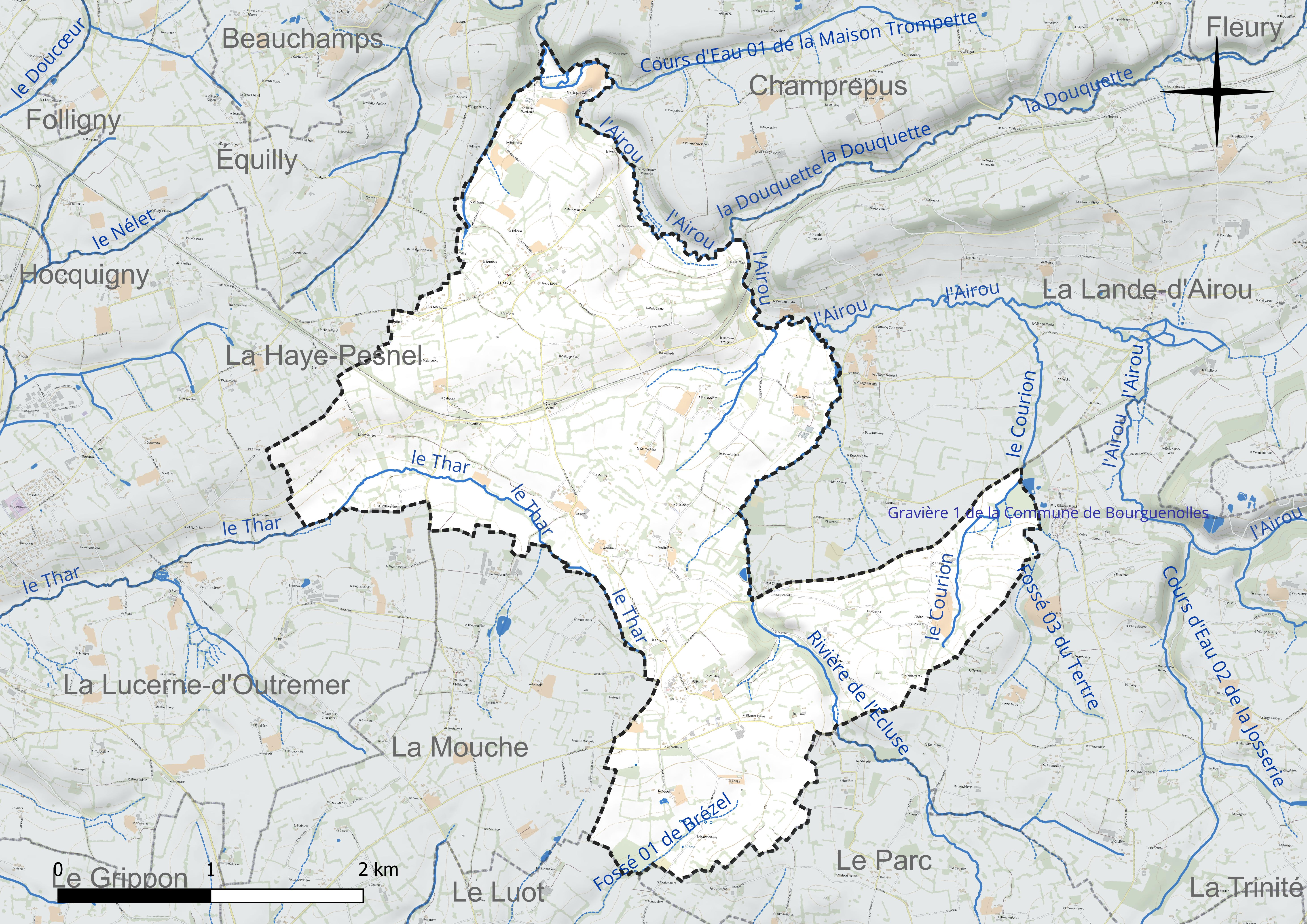
Réseau hydrographique du Tanu.

L'Airou, d'une longueur de 30 km, prend sa source dans la commune de La Trinité et se jette  dans la Sienne à Ver, après avoir traversé douze communes. 

### Climat
Pour des articles plus généraux, voir Climat de la Normandie et Climat de la Manche.
En 2010, le climat de la commune est de type climat océanique franc, selon une étude du CNRS s'appuyant sur une série de données couvrant la période 1971-2000. En 2020, Météo-France publie une typologie des climats de la France métropolitaine dans laquelle la commune est exposée à un climat océanique et est dans une zone de transition entre les régions climatiques « Normandie (Cotentin, Orne) » et « Bretagne orientale et méridionale, Pays nantais, Vendée ». Parallèlement le GIEC normand, un groupe régional d’experts sur le climat, différencie quant à lui, dans une étude de 2020, trois grands types de climats pour la région Normandie, nuancés à une échelle plus fine par les facteurs géographiques locaux. La commune est, selon ce zonage, exposée à un « climat contrasté des collines », correspondant au Bocage normand, bien arrosé, voire très arrosé sur les reliefs les plus exposés au flux d’ouest, et frais en raison de l’altitude.
Pour la période 1971-2000, la température annuelle moyenne est de 10,6 °C, avec une amplitude thermique annuelle de 12,2 °C. Le cumul annuel moyen de précipitations est de 1 019 mm, avec 14,3 jours de précipitations en janvier et 9,3 jours en juillet. Pour la période 1991-2020, la température moyenne annuelle observée sur la station météorologique la plus proche, située sur la commune de Longueville à 16 km à vol d'oiseau, est de 11,9 °C et le cumul annuel moyen de précipitations est de 802,4 mm,. Pour l'avenir, les paramètres climatiques de la commune estimés pour 2050 selon différents scénarios d’émission de gaz à effet de serre sont consultables sur un site dédié publié par Météo-France en novembre 2022.

## Urbanisme

### Typologie
Au 1er janvier 2024, Le Tanu est catégorisée commune rurale à habitat très dispersé, selon la nouvelle grille communale de densité à sept niveaux définie par l'Insee en 2022.
Elle est située hors unité urbaine. Par ailleurs la commune fait partie de l'aire d'attraction de Granville, dont elle est une commune de la couronne,. Cette aire, qui regroupe 34 communes, est catégorisée dans les aires de moins de 50 000 habitants,.

### Occupation des sols
L'occupation des sols de la commune, telle qu'elle ressort de la base de données européenne d’occupation biophysique des sols Corine Land Cover (CLC), est marquée par l'importance des territoires agricoles (99,4 % en 2018), une proportion identique à celle de 1990 (99,4 %). La répartition détaillée en 2018 est la suivante : prairies (69,3 %), zones agricoles hétérogènes (30,2 %), forêts (0,6 %). L'évolution de l’occupation des sols de la commune et de ses infrastructures peut être observée sur les différentes représentations cartographiques du territoire : la carte de Cassini (XVIIIe siècle), la carte d'état-major (1820-1866) et les cartes ou photos aériennes de l'IGN pour la période actuelle (1950 à aujourd'hui).

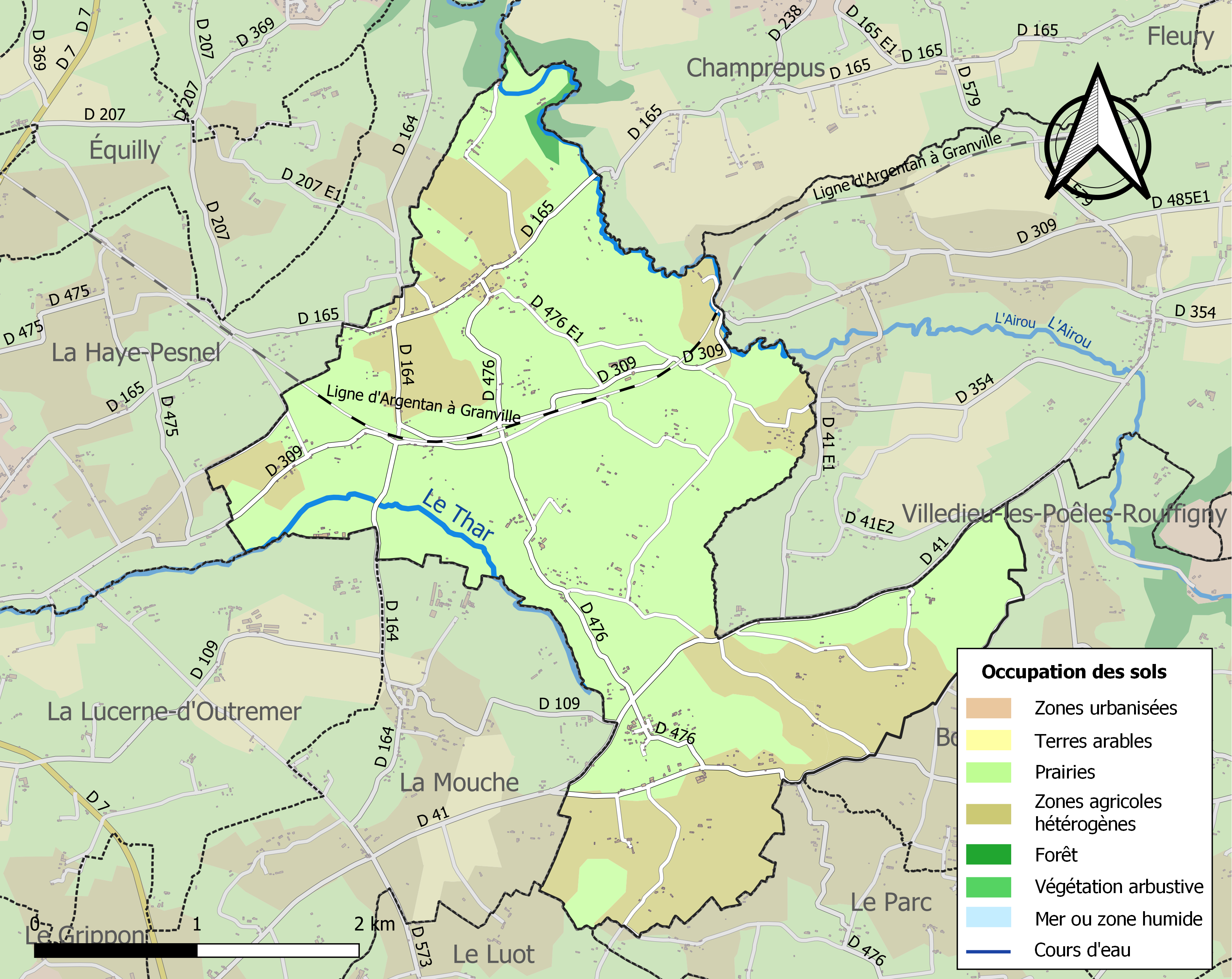
Carte des infrastructures et de l'occupation des sols de la commune en 2018 (CLC).

## Toponymie
Le nom de la localité est attesté sous la forme Tanutium en 1248.
L'origine du toponyme Le Tanu est incertaine. René Lepelley propose sans aucune certitude deux possibilités : une déformation de talus et le gaulois tanno, « chêne ».
Le gentilé est Tanuais.
En 1972, Le Tanu fusionne avec Noirpalu. 
Le nom du village de Noirpalu est attesté sous les formes apud Nigrum paludem en 1186, de Nigra Palude en 1213 et en 1412.
Il serait issu de l'ancien français féminin noire palu, « marais noir, sombre »,.

## Histoire
C'est Raoul de Sainte-Marie qui vivait au XIe siècle est le fondateur de l'église du Tanu. Jean de Sainte-Marie d'Equilly, l'un de ses descendants, fut, en 1434, l'un des 119 chevalier, défenseurs du Mont-Saint-Michel.
La paroisse eut pour seigneur au XVIIIe siècle, Jacques-François Le Vaillant (° 1711), avocat général au Parlement de Normandie à Rouen, qui devient seigneur de Saint-Denis-le-Gast et du Tanu, à la suite de son mariage, en 1748, avec Charlotte Le Marquetel.
En 1973, Le Tanu (268 habitants en 1968) absorbe Noirpalu (94 habitants qui garde le statut de commune associée.

## Politique et administration
| Période                                  | Période      | Identité        | Étiquette | Qualité              |
| ---------------------------------------- | ------------ | --------------- | --------- | -------------------- |
| 1988                                     | mars 2001    | Raymond Martin  |           |                      |
| mars 2001                                | avril 2014   | Léon Grente     |           | Menuisier            |
| avril 2014                               | juillet 2020 | Yves Thébault   |           | Ouvrier retraité     |
| juillet 2020                             | En cours     | Nadine Gesnouin | SE        | Infirmière retraitée |
| Les données manquantes sont à compléter. |              |                 |           |                      |

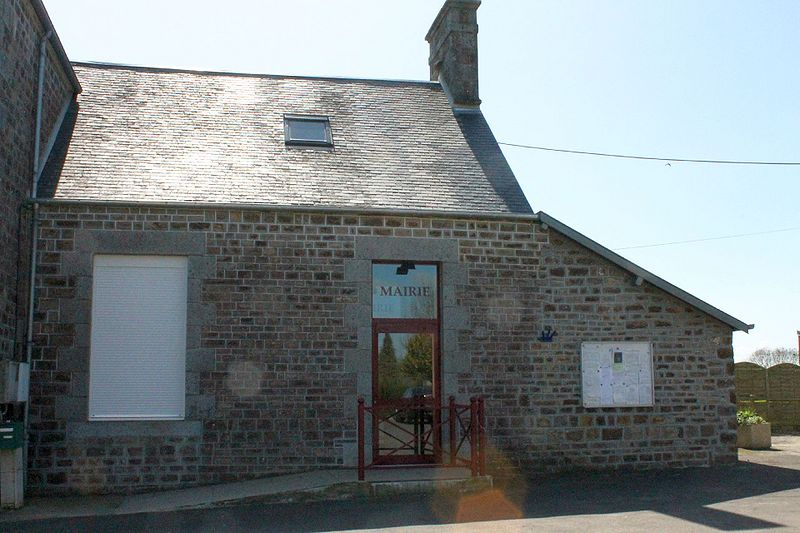
La mairie.

Le conseil municipal est composé de onze membres dont le maire et trois adjoints. L'un de ces conseillers est maire délégué de la commune associée de Noirpalu.

## Démographie
L'évolution du nombre d'habitants est connue à travers les recensements de la population effectués dans la commune depuis 1793. Pour les communes de moins de 10 000 habitants, une enquête de recensement portant sur toute la population est réalisée tous les cinq ans, les populations de référence des années intermédiaires étant quant à elles estimées par interpolation ou extrapolation. Pour la commune, le premier recensement exhaustif entrant dans le cadre du nouveau dispositif a été réalisé en 2008.
En 2022, la commune comptait 421 habitants, en évolution de +9,07 % par rapport à 2016 (Manche : −0,31 %, France hors Mayotte : +2,11 %).
| 1793 | 1800 | 1806 | 1821 | 1831 | 1836 | 1841 | 1846 | 1851 |
| ---- | ---- | ---- | ---- | ---- | ---- | ---- | ---- | ---- |
| 644  | 603  | 661  | 567  | 705  | 736  | 690  | 707  | 640  |

| 1856 | 1861 | 1866 | 1872 | 1876 | 1881 | 1886 | 1891 | 1896 |
| ---- | ---- | ---- | ---- | ---- | ---- | ---- | ---- | ---- |
| 661  | 641  | 590  | 582  | 550  | 503  | 485  | 437  | 422  |

| 1901 | 1906 | 1911 | 1921 | 1926 | 1931 | 1936 | 1946 | 1954 |
| ---- | ---- | ---- | ---- | ---- | ---- | ---- | ---- | ---- |
| 414  | 394  | 378  | 345  | 336  | 315  | 322  | 324  | 320  |

| 1962 | 1968 | 1975 | 1982 | 1990 | 1999 | 2006 | 2008 | 2013 |
| ---- | ---- | ---- | ---- | ---- | ---- | ---- | ---- | ---- |
| 299  | 268  | 279  | 265  | 260  | 273  | 322  | 336  | 372  |

| 2018 | 2022 | - | - | - | - | - | - | - |
| ---- | ---- | - | - | - | - | - | - | - |
| 405  | 421  | - | - | - | - | - | - | - |

| 1793 | 1800 | 1806 | 1821 | 1831 | 1836 | 1841 | 1846 | 1851 |
| ---- | ---- | ---- | ---- | ---- | ---- | ---- | ---- | ---- |
| 147  | 136  | 191  | 209  | 232  | 236  | 230  | 231  | 189  |

| 1856 | 1861 | 1866 | 1872 | 1876 | 1881 | 1886 | 1891 | 1896 |
| ---- | ---- | ---- | ---- | ---- | ---- | ---- | ---- | ---- |
| 188  | 187  | 186  | 177  | 173  | 170  | 152  | 144  | 144  |

| 1901 | 1906 | 1911 | 1921 | 1926 | 1931 | 1936 | 1946 | 1954 |
| ---- | ---- | ---- | ---- | ---- | ---- | ---- | ---- | ---- |
| 163  | 138  | 130  | 104  | 108  | 103  | 109  | 128  | 121  |

| 1962 | 1968 | - | - | - | - | - | - | - |
| ---- | ---- | - | - | - | - | - | - | - |
| 107  | 94   | - | - | - | - | - | - | - |

## Lieux et monuments

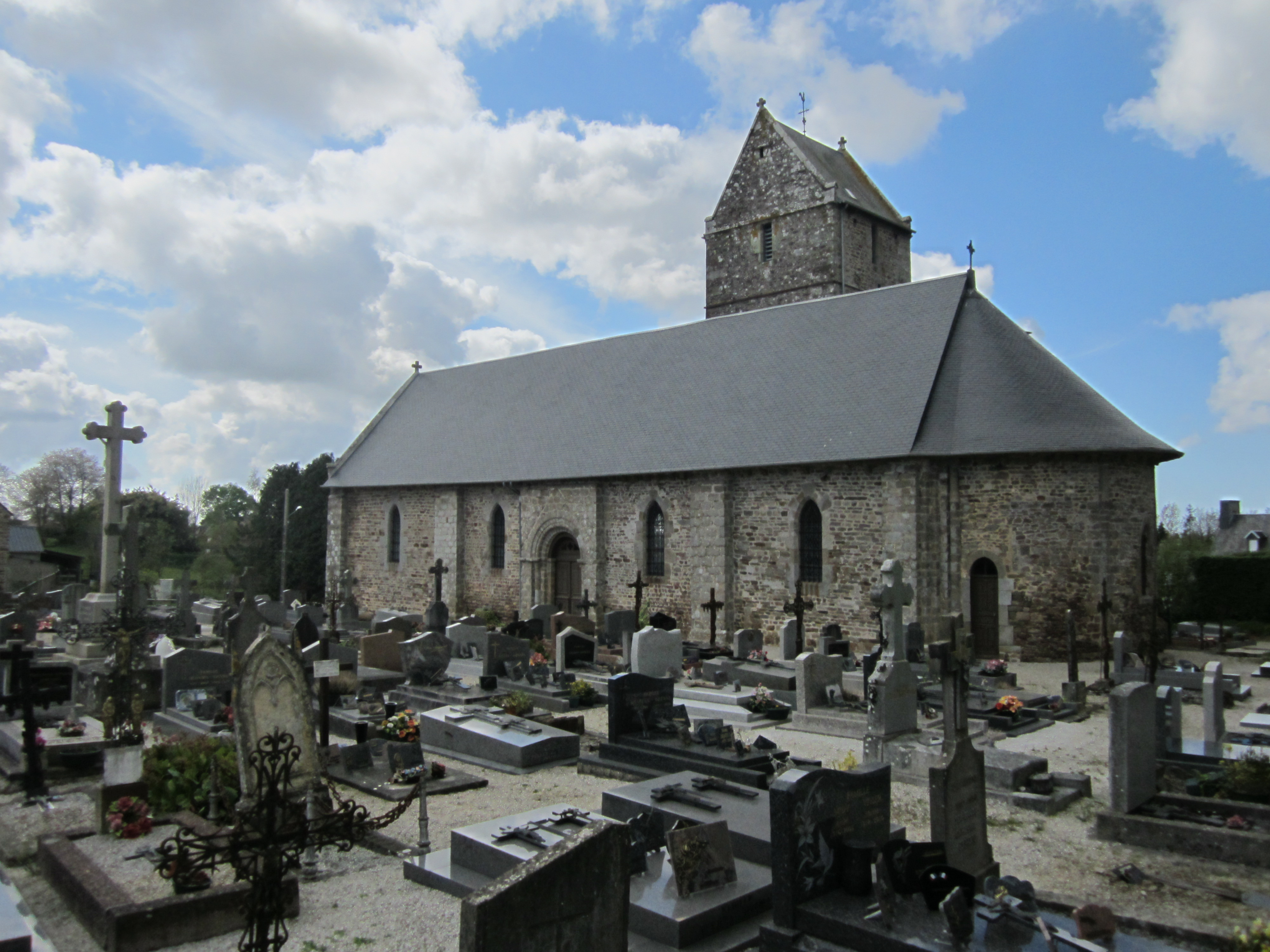
L'église Notre-Dame.

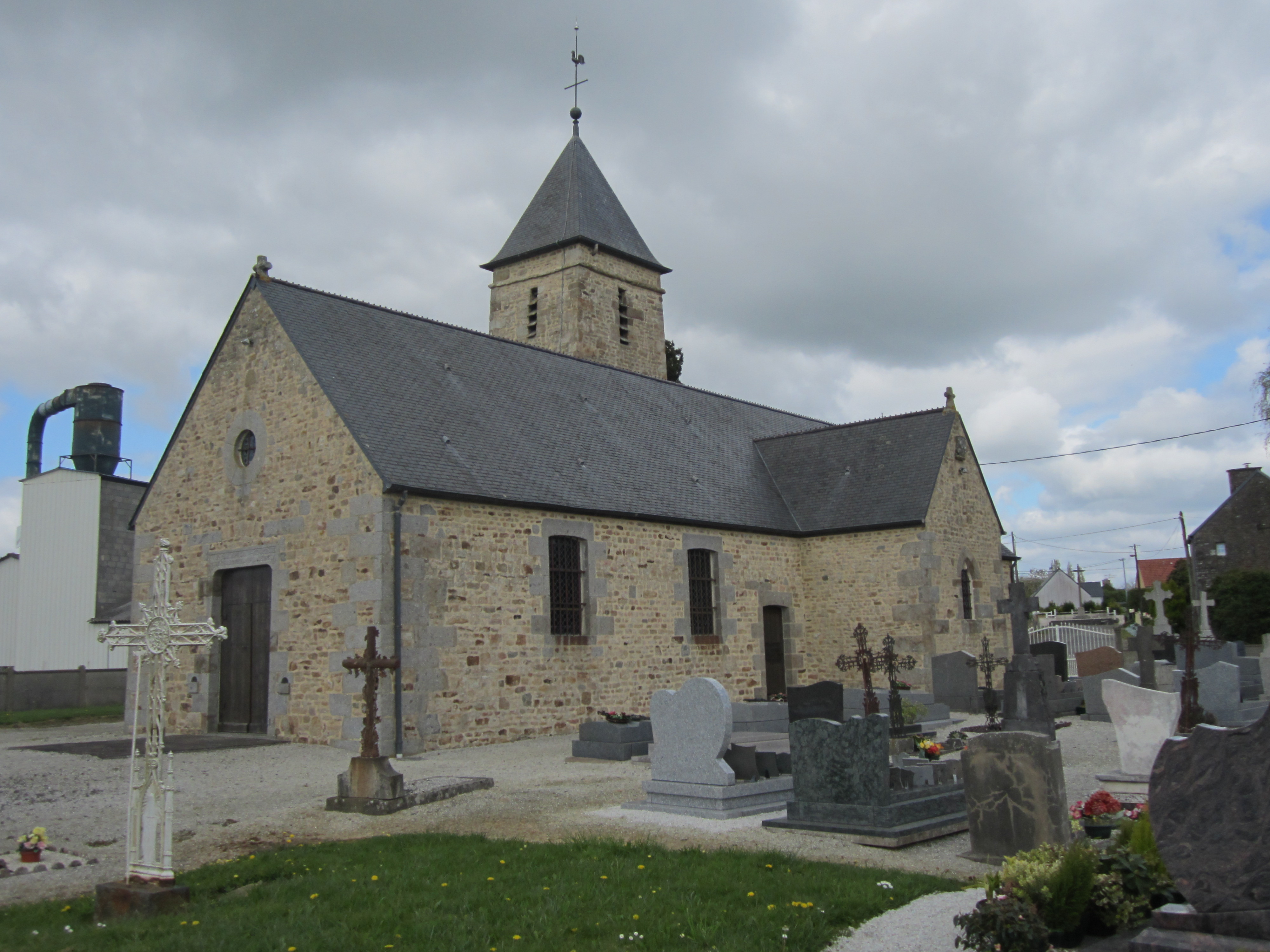
L'église Saint-Jean-Baptiste.

- Église Notre-Dame du Tanu des XIIe, XVIIIe – XIXe siècles, d'origine romane, avec corniche du chœur à modillons en têtes de chien, de loup, de porc ou de sangliers très érodés et une tour coiffée en bâtière latérale à la nef et un portail latéral. Elle fut rénovée en 1867 par l'architecte Cheftel, comme l'indique la date portée sur les modillons de la nef.

Elle abrite une chaire à prêcher (XIXe) en chêne massif, comprenant les quatre Évangélistes en bas-relief, la statue de sainte Marthe invoquée pour les maladies infantiles.
- Église Saint-Jean-Baptiste de Noirpalu (XVIIIe siècle).

Ces deux églises dépendent de la paroisse Saint-Pierre et Saint-Paul du doyenné du Pays de Granville-Villedieu
- Ancienne demeure seigneuriale du Bois Frou, possession de la famille de Sainte-Marie jusqu'en 1656, puis occupé à la fin du XVIIe siècle par des religieux de l'ordre de Saint-Dominique, présents au Mesnil-Garnier depuis 1620, qui y érigèrent une chapelle. À la Révolution, le manoir fut vendu à Thomas Nélet[Note 5] et la chapelle détruite. Le colombier est l'étang ont également disparu[30].
- Croix de chemin dite Croix Lucas (XVIIIe siècle).
- Croix de cimetière (XVIIe siècle) et croix mémorial de la Première Guerre mondiale, entourée de quatre obus de la Seconde Guerre mondiale, les obus originaux ayant été fondus en 1940[30].
- Viaduc du Guibel édifié en 1869 pour la ligne Paris-Granville. Il mesure 98,5 m de long et est haut de 22,5 m[30].

## Personnalités liées à la commune
- Jean-François Frémond (Le Tanu 1759 - 1815), député de la Manche au Conseil des Cinq-Cents de septembre 1795 à avril 1798, également receveur particulier des Finances de l'Avranchin, puis receveur général de la Manche et procureur-syndic de la Manche en 1795[30].